# کپور پروسی
کپور پروسی (نام علمی: Carassius gibelio) نام یک گونه از تیره کپورماهیان است.